# 122

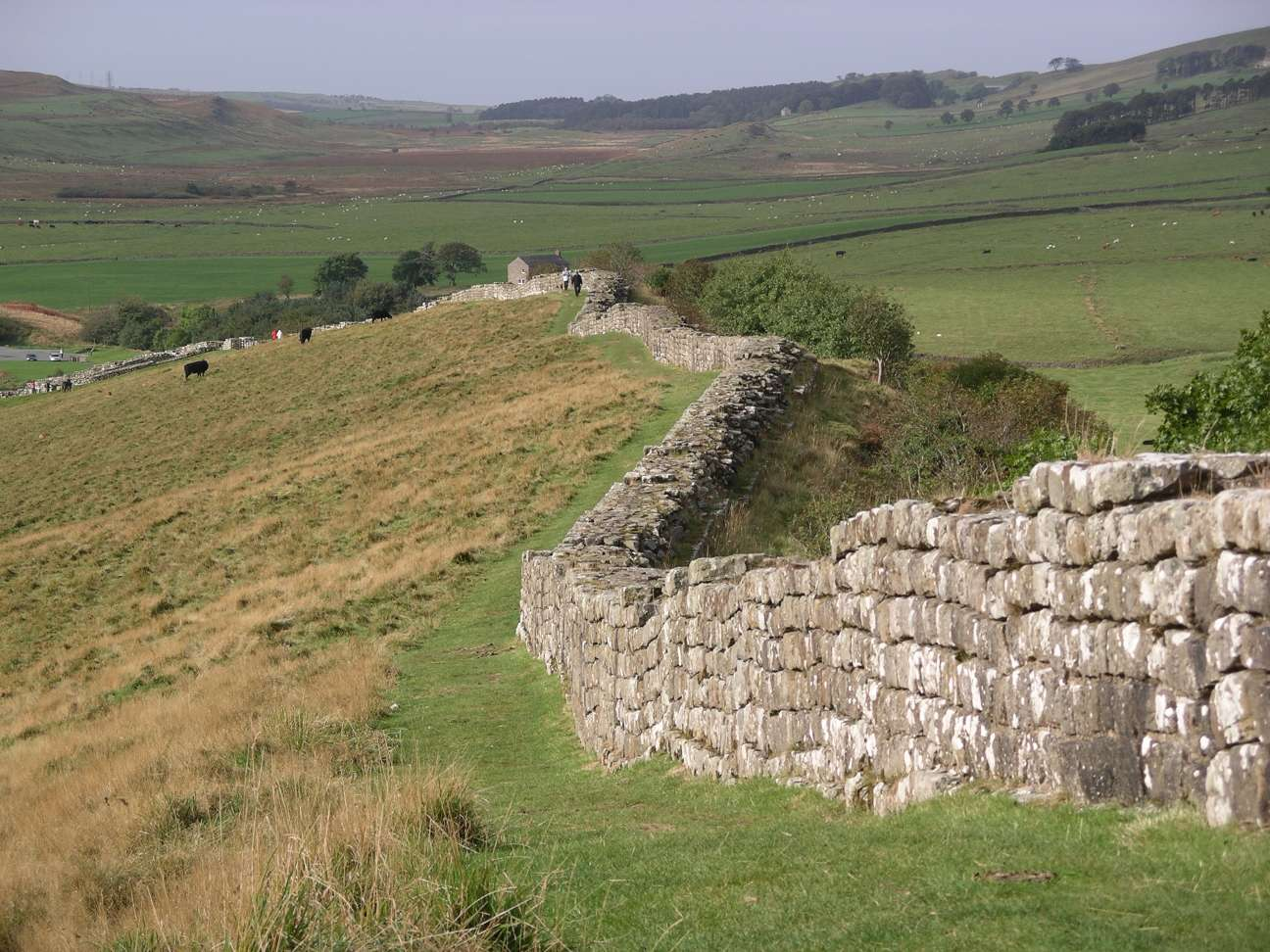
Muur van Hadrianus.

Het jaar 122 is het 22e jaar in de 2e eeuw volgens de christelijke jaartelling.

## Gebeurtenissen

### Europa
- Keizer Hadrianus laat langs de noordelijke rijksgrens (Germanië) de limes versterken, over een lengte van ruim 350 kilometer worden forten en wachttorens gebouwd.

### Brittannië
- Hadrianus geeft opdracht tot de bouw van de Muur van Hadrianus (Vallum Hadriani), de verdedigingslinie (117 km lang) wordt aangelegd om invallen van Picten in Caledonië (Schotland) te voorkomen. Tussen de steden Carlisle en Newcastle worden 14 legerkampen en 80 kleinere forten ("milecastles") gebouwd.
- In Vindolanda (Northumbria) wordt het Romeinse fort en burgernederzetting versterkt met de cohors VIIII Batavorum.

## Overleden
- Pompeia Plotina, keizerin en echtgenote van Trajanus